# Adrien Bernavon
Adrien Bernavon (Lyon 6e, 11 décembre 1912 - Mort pour la France le 16 juillet 1943 à Orel) est un militaire français, Compagnon de la Libération. Aviateur s'illustrant lors de la bataille de France, il s'engage dans les forces françaises libres et combat en URSS où il trouve la mort en combat aérien.

## Biographie

### Jeunesse et engagement
Adrien Bernavon naît le 11 décembre 1912 à Lyon dans le Rhône. Incorporé avec la classe 1932, il choisit ensuite de s'engager dans l'Armée de l'air et est déjà un pilote expérimenté en 1939.

### Seconde Guerre mondiale
Lorsque débute la Seconde Guerre mondiale, Adrien Bernavon est adjudant-chef au Groupe de chasse II/2. Engagé dans la bataille de France en 1940, il endommage gravement le 11 mai un Heinkel He 111 mais n'est pas crédité d'une victoire. Il inaugure son palmarès aérien une semaine plus tard en abattant, à bord de son Morane-Saulnier MS.406, trois Dornier Do 17. Volontaire pour partir combattre en Indochine, il est muté à l'escadrille 2/595 sous les ordres de Pierre Pouyade. Après avoir pris part aux combats contre la Thaïlande, il doit faire face à l'avancée des troupes japonaises et s'engage activement dans la résistance contre ces dernières. Recherché par l'occupant, il manque d'être arrêté mais parvient à fuir l'Indochine en octobre 1942 en s'emparant d'un Potez 25.
Tombé en panne au-dessus de la jungle, il est capturé par les troupes chinoises et enfermé dans un camp de prisonnier dont il est libéré grâce à Pierre Pouyade, évadé du même camp quelques jours plus tôt. Parvenu jusqu'en Égypte, il s'engage dans les forces françaises libres et se porte volontaire pour intégrer le Groupe de chasse Normandie-Niemen dont son compagnon Pouyade vient de prendre le commandement. Promu sous-lieutenant, il rejoint cette unité en URSS le 10 mai 1943 et participe immédiatement aux combats. Blessé en juin, il reprend rapidement sa place et prend part à l'offensive engagée vers la ville d'Orel. Le 16 juillet 1943, au-dessus du village de Krasnikovo à une cinquantaine de kilomètres au nord d'Orel, Adrien Bernavon et sa patrouille engagent un groupe d'une quinzaine de Junkers Ju 87. Lors de cet affrontement, il disparaît et son corps n'est pas retrouvé. Il avait à son actif 1 585 heures de vol et 76 missions de guerre au cours desquels il a remporté quatre victoires aériennes homologuées et deux probables.

## Décorations
|  |  |  |  |  |  |
|  |  |  |  |  |  |

| Chevalier de la Légion d'Honneur[Quand ?] | Chevalier de la Légion d'Honneur[Quand ?] | Chevalier de la Légion d'Honneur[Quand ?] | Compagnon de la Libération | Compagnon de la Libération            | Compagnon de la Libération            | Médaille militaire                    | Médaille militaire                    | Médaille militaire |
| Croix de guerre 1939-1945                 | Croix de guerre 1939-1945                 | Croix de guerre 1939-1945                 | Croix de guerre 1939-1945  | Ordre de la Guerre patriotique (URSS) | Ordre de la Guerre patriotique (URSS) | Ordre de la Guerre patriotique (URSS) | Ordre de la Guerre patriotique (URSS) |                    |

## Hommages
Le nom d'Adrien Bernavon est inscrit sur les plaques commémoratives suivantes :
- Plaque commémorative sur les murs de la résidence "Normandie-Niemen" (possession de l'Ambassade de France en Russie) à Moscou[8].
- Plaque commémorative "Normandie-Niemen" apposée à l'origine sur les murs de la mission militaire française à Moscou. Depuis 2011, elle est exposée au mémorial Charles-de-Gaulle à Colombey les Deux Églises au pied de la Croix de Lorraine[9].
- Stèle commémorative du régiment de chasse "Normandie-Niemen" inaugurée le 7 juin 2017 sur l'aéroport du Bourget[10].